# 三元數
三元数是指建立在实数域上的三维代数系統。這種代數系統無法被良好構建，因此這個代數系統並未有一個廣泛被接受的定義模式。一般而言，通常會稱三元數不存在。這是因為三元数的乘法运算不满足群的规则，也無法滿足可除代數的要求。部分文獻針對這樣的問題定義了許多種不同的模式來規避這個問題。
部分文獻會將三元數與四元數一同探討，因為四元數是在探尋三元數的過程中發現的。
雖然三维代数系統無法被良好構建，而有研究指出六维代数系統則有機會被構建，即六元數（Sextonion）。

## 歷史
三元数最早在哈密頓描述四元數時被提及。漢密爾頓知道複數可以解釋為平面上的點，他正在尋找一種方法來對三維空間中的點做同樣的事情，即找尋三元數，因為當時認為發現三元數能對數學、物理等領域能有一定的貢獻。然而經過了反覆嘗試，最後無法解決三元数在乘法與除法上的問題，反而是導致了四元數的發現。

## 概述
一般的複數由2個單位元素組成，分別是1和i，其中i定義為{\displaystyle i^{2}=-1}，而複數集則定義為{\displaystyle a+bi}。而複數域的乘法定義是良好的，亦即任兩個複數相乘後的結果仍為複數，同時複數能表達二維平面上的點。而將此概念擴展到三維空間的話，即加入一個單位元素j，並定義{\displaystyle j^{2}=-1}，同時{\displaystyle i\neq j}，而三元數集則定義為{\displaystyle a+bi+cj}。但在定義這種數系的乘法時會出現一個問題，當i與j相乘時會出現{\displaystyle ij}或{\displaystyle ji}項，這是一個新的元素，並未落在原有定義的{\displaystyle a+bi+cj}中，而使得這樣的定義方式無法使其滿足群的規則。
一般而言，定義為{\displaystyle a+bi+cj}且{\displaystyle i\neq j,i^{2}=j^{2}=-1}的三元數無法存在可由以下過程證明：
令{\displaystyle ij=a+bi+cj}，且a、b、c均為實數，則
{\displaystyle i^{2}j=ai+bi^{2}+cij}
{\displaystyle -j=-b+ai+c(a+bi+cj)}
{\displaystyle -j=-b+ac+(a+bc)i+c^{2}j}
比對兩側j的係數得到{\displaystyle -1=c^{2}}，與先前c為實數的假設矛盾，因此如此定義的三元數無法存在，因為在乘法上會遇到問題，尤其是ij的情況。
各種三元數的研究均針對此點提出自己的三元數定義，例如部分文獻將第二元素和第三元素的積定義為其線性組合來使乘法結果仍在群內，部分文獻則重新定義了運算規則來使三元數能夠滿足群的規則。
例如，將三元數定義為{\displaystyle S=a+bi+c\phi }，並令{\displaystyle i^{2}=-1}、{\displaystyle \phi ^{2}=-1}、{\displaystyle i\phi =i+\phi }，如此一來就能定義乘法：
{\displaystyle S\times S'=aa'-bb'+(ab'+a'b+bc'+b'c-cc')i+(ac'+a'c+bc'+b'c)\phi }
其中{\displaystyle S=a+bi+c\phi }，{\displaystyle S'=a'+b'i+c'\phi }。然而，這樣的代數結構的乘法將不具備結合律特性，例如{\displaystyle ii\phi }的情況：
{\displaystyle (ii)\phi =i^{2}\phi =-\phi }
{\displaystyle i(i\phi )=i(i+\phi )=i^{2}+i\phi =-1+i+\phi }
此時可以看到{\displaystyle -\phi \neq -1+i+\phi }這代表{\displaystyle (ii)\phi \neq i(i\phi )}。因此這種方式定義的三元數僅遵循乘法交换律和乘法对加法的分配律。
另一種三元數的定義則是將ij定義為0。